# Morro das Antenas
O Morro das Antenas, Morro da Antena ou Morro da Caturrita, como também é conhecido, é uma montanha florestal localizada no município gaúcho de Santa Maria (RS). O morro tem 438 metros de altitude e possui uma cobertura florestal de vegetação da Mata Atlântica. 

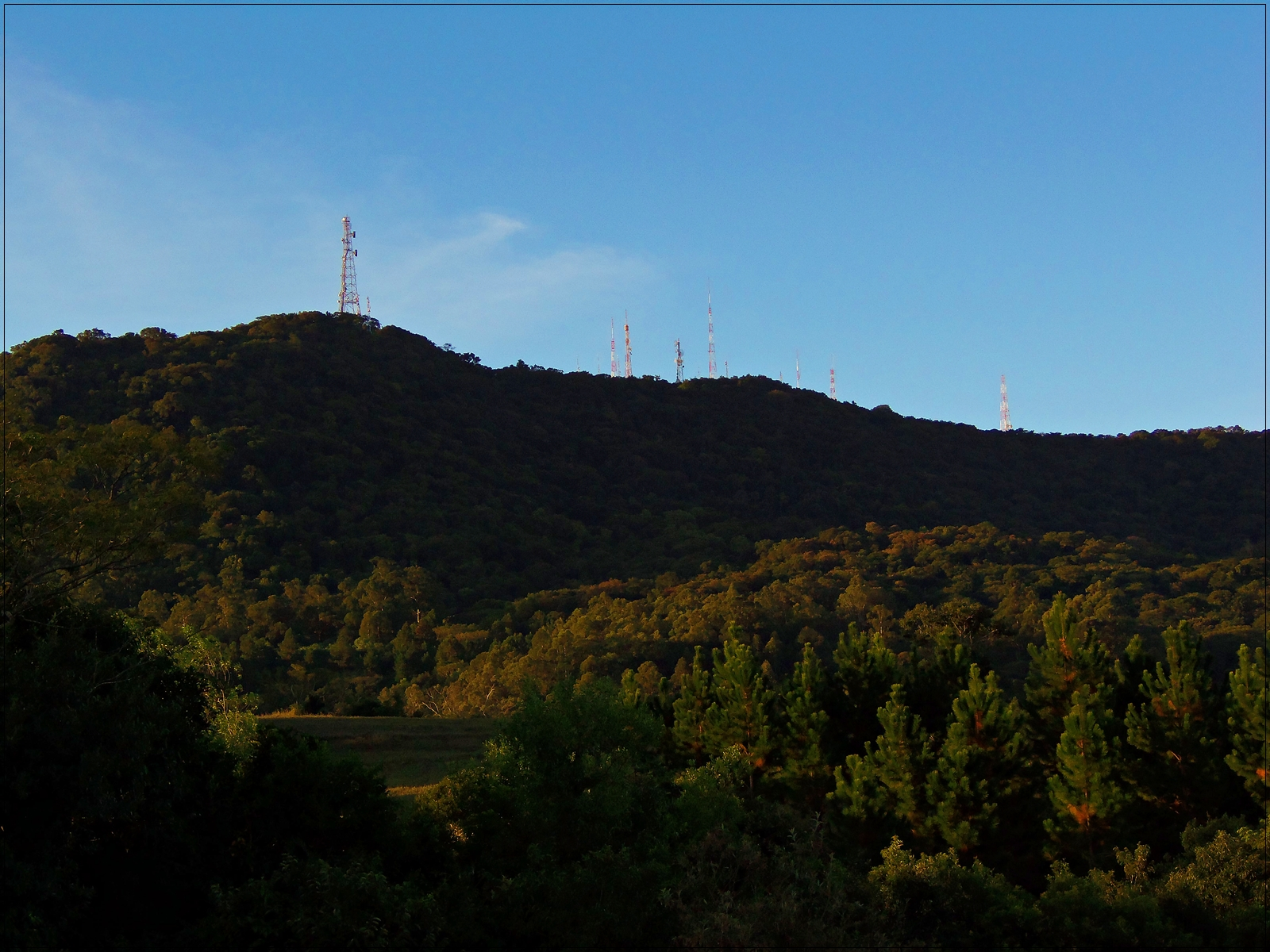
Morro das Antenas em Santa Maria (RS)

## Acesso
O acesso ao local é pelas seguintes vias: Pela José Barin, seguindo pela estrada que liga  Santa Maria a São Martinho da Serra (RS 516), denominada estrada da Caturrita, são 2 km de percurso pela estrada recentemente asfaltada até a rua que dá acesso ao morro, a mesma é de paralelepípedo. Os pontos de referência da rua de acesso ao morro são: Mercado Porto Alegre e Piquete Santo Antão.

## Galeria

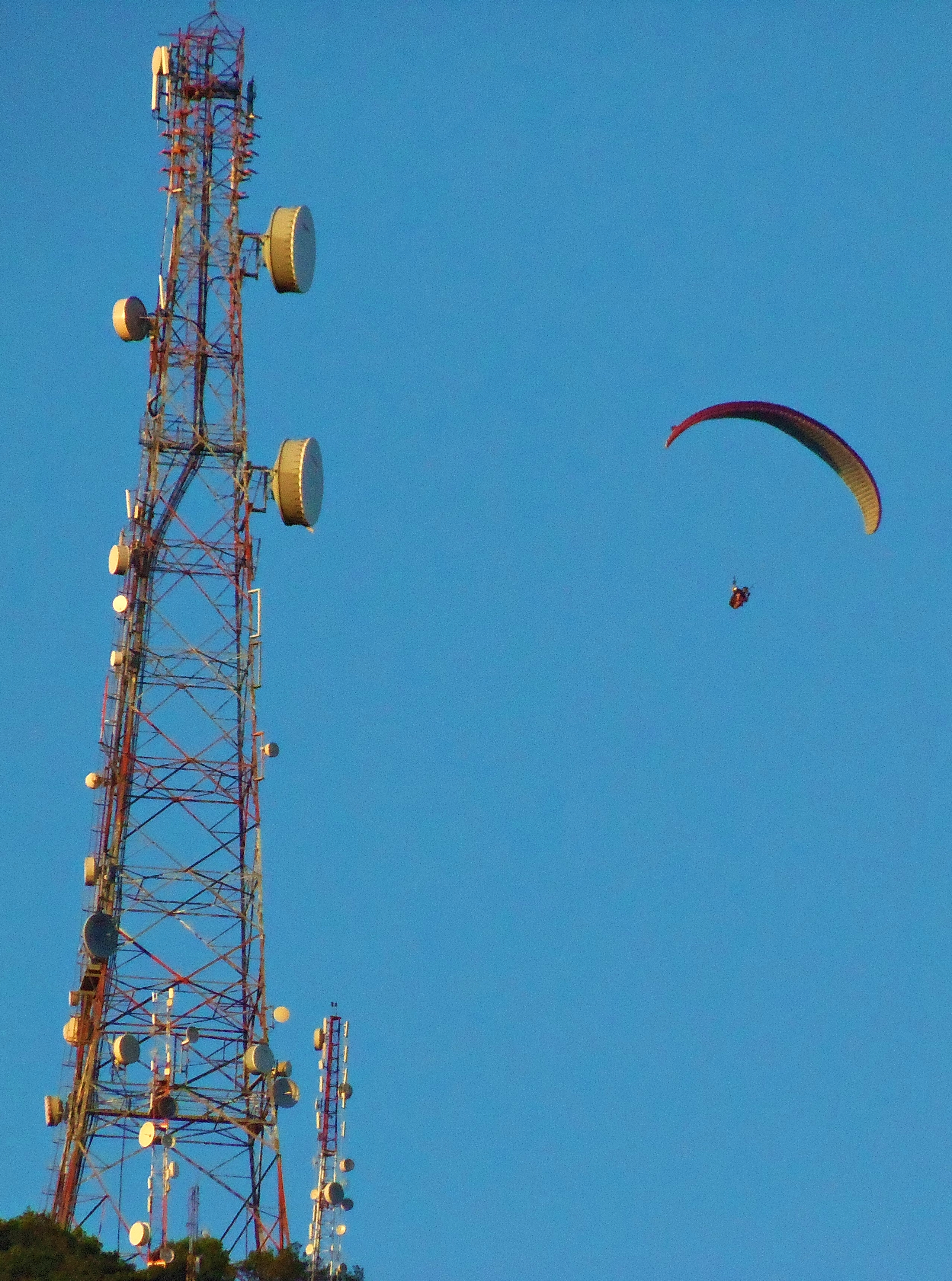
Salto de paraglider a partir do morro.
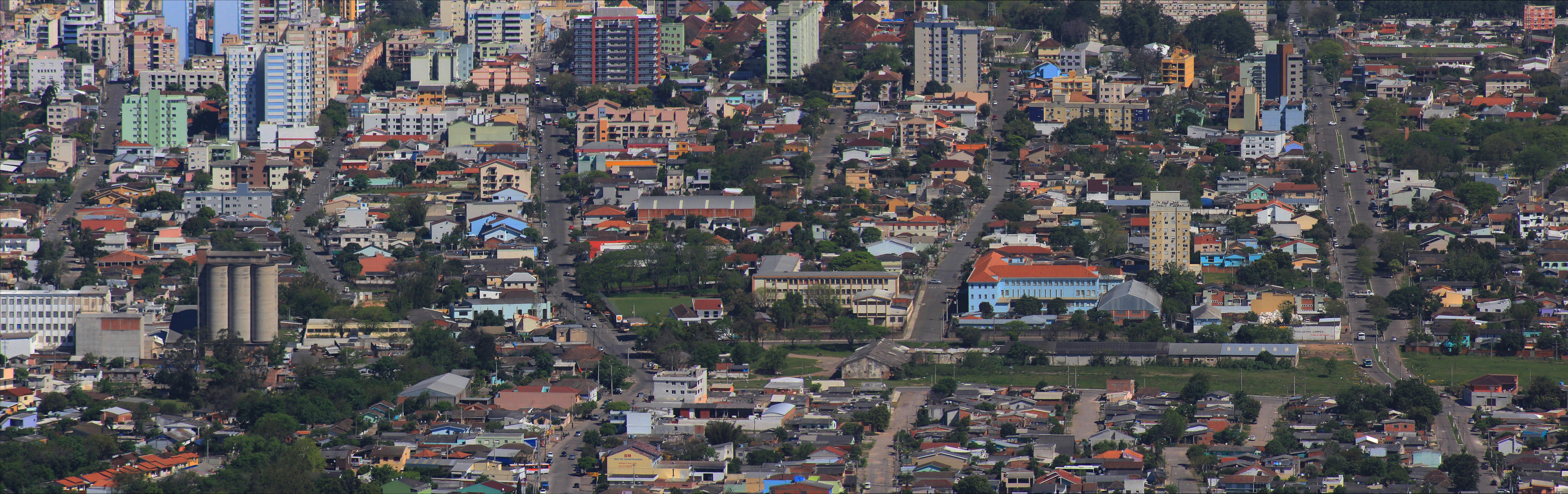
Panorâmica dos bairros Carolina (à esq.), Divina Providência (à dir. inferior) e Passo d'areia (à dir. superior).
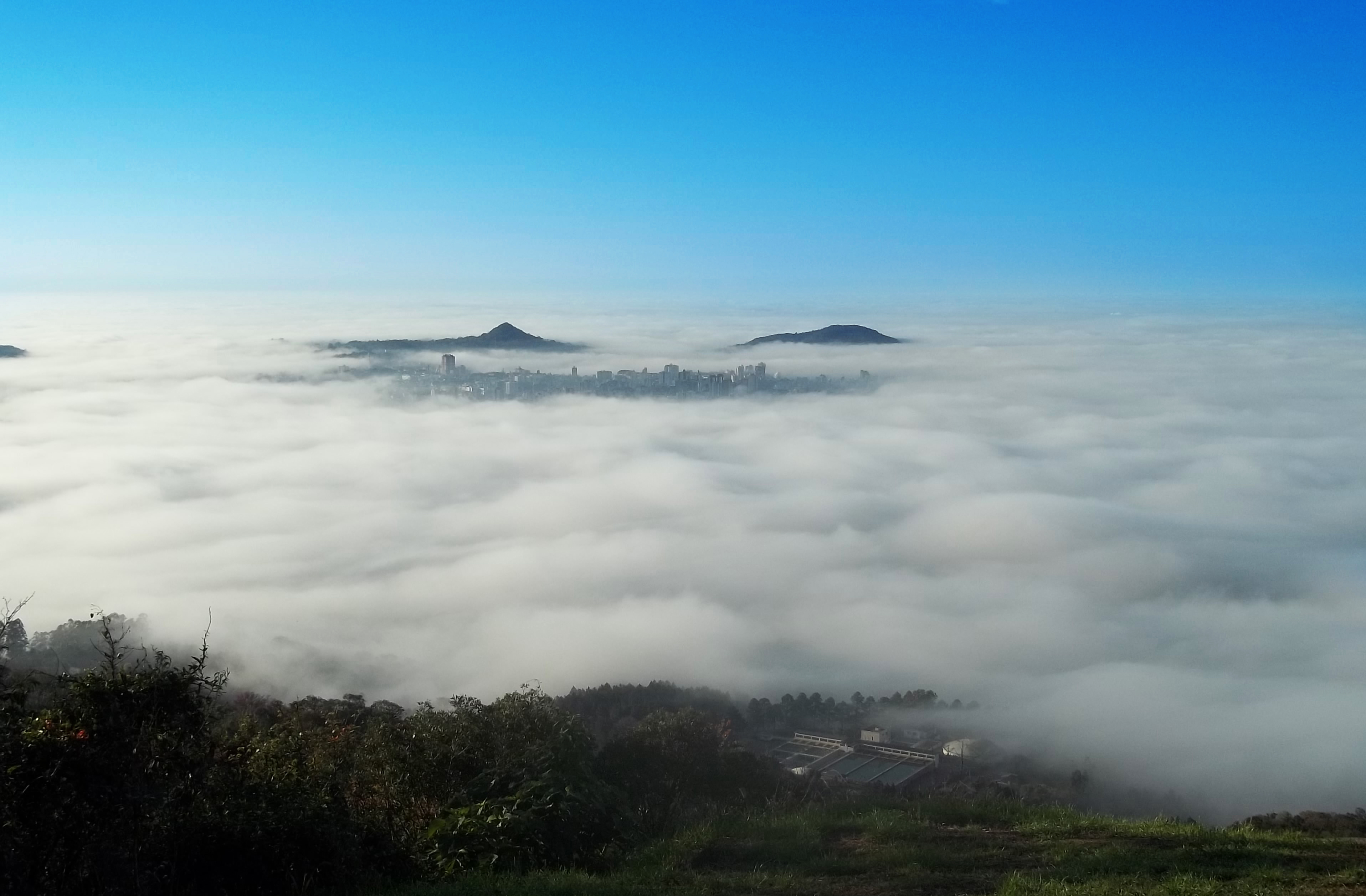
Nevoeiro sobre a cidade em 2011.
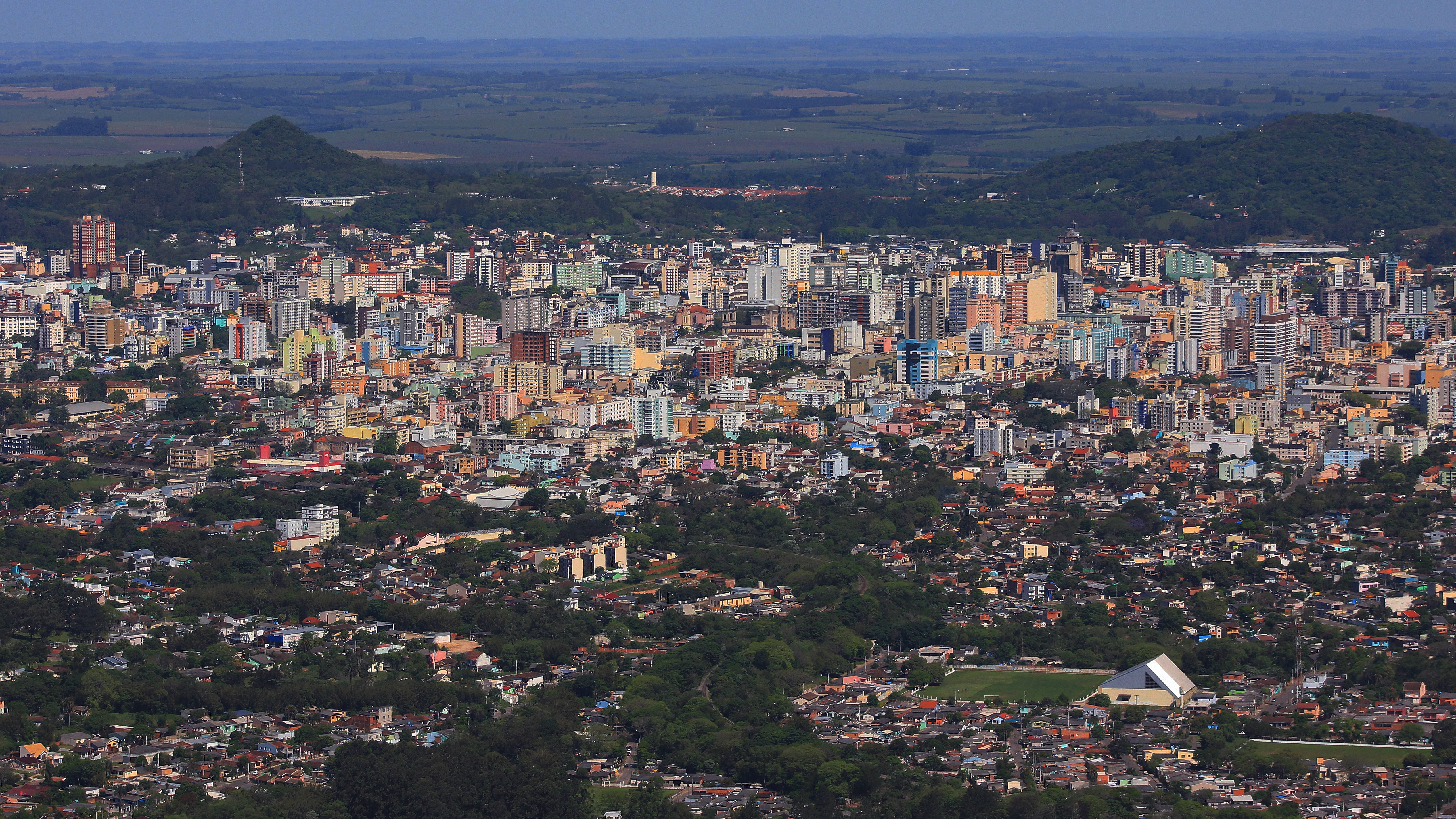
Vista parcial de Santa Maria vista do morro.